# Ruelle à Alger
Ruelle à Alger est un tableau réalisé en 1888 par le peintre français Pascal Dagnan-Bouveret. Cette peinture à l'huile sur toile représente une petite rue montante à Alger (capitale de l'Algérie, ville alors française à cette époque). Aucun personnage, autre qu'un chat, n'est visible dans les plans proches.
Le tableau est conservé au musée Jean-Léon Gérôme de Vesoul